# Râul Bosut
Bosut este un râu în Croația și Serbia, care se varsă în Sava.